# Ершово (Клепиковский район)
Ершово — село в Клепиковском районе Рязанской области России, входит в состав Екшурского сельского поселения.

## География
Село расположено в 7 км на юго-запад от райцентра города Спас-Клепики. 

## История
Обновленская церковь в селе с Никольским приделом была построена в 1868 году. 
В 1905 году село было центром Ершовской волости Рязанского уезда, в нём было десять дворов.
С 1929 года село являлось центром Ершовского сельсовета Клепиковского района Рязанского округа Московской области, с 1939 года — в составе Рязанской области, с 2005 года —  в составе Макеевского сельского поселения, с 2017 года —  в составе Екшурского сельского поселения.

## Население
| 1859 | 1897 | 1906  | 2010 |
| ---- | ---- | ----- | ---- |
| 596  | ↗954 | ↗1078 | ↘61  |